# 拳擊 (1971年電影)
《拳击》 是1971年張徹導演的香港功夫片，由姜大衛、狄龙領銜主演；故事讲述范克自遵循父亲的遗愿，到泰国去找自己同父异母的哥哥。全片以拳击搏斗为主，是最早使用泰拳的電影之一。

## 劇情簡介
范克自因为父亲的原因，非常喜欢功夫，而在一次意外中，偶然得知了自己还有一个哥哥在泰国，于是他决定去泰国去找自己的哥哥。然而，令他没想到的是，他的哥哥居然被一个黑帮给缠上了……

## 人物角色
| 演員   | 角色   | 備註                                                                    |
| ------ | ------ | ----------------------------------------------------------------------- |
| 姜大衛 | 范克自 | 范汶烈的弟弟 为了找到自己的哥哥，于是到了泰国，最后和哥哥一起打败了黑帮 |
| 井莉   | 玉兰   | 汶烈女友                                                                |
| 狄龙   | 范汶烈 | 范克自的哥哥 一个拳击手，身上有文身                                     |
| 刘蘭英 | 眉黛   | 范克自到泰國後結識的女孩                                                |
| 谷峰   | 重炮   | 拳击手，后来被杀                                                        |
| 楊志卿 | 老拳师 | 一位拳师                                                                |
| 王光裕 | 裁判   | 和黑帮狼狈为奸的裁判                                                    |
| 王鍾   | 米塞   |                                                                         |
| 陳星   | 强人   | 黑帮 曾靠着拳赛进行赌博等违法的行为 被后被抓                            |
| 井淼   | 范父   | 范汶烈兄弟的父亲，后因病去世。                                          |

## 相關連結
- 豆瓣电影上《拳击》的资料 （页面存档备份，存于）
- 互联网电影数据库（IMDb）上《拳擊》的资料（英文）